# ユゼフ・ベム

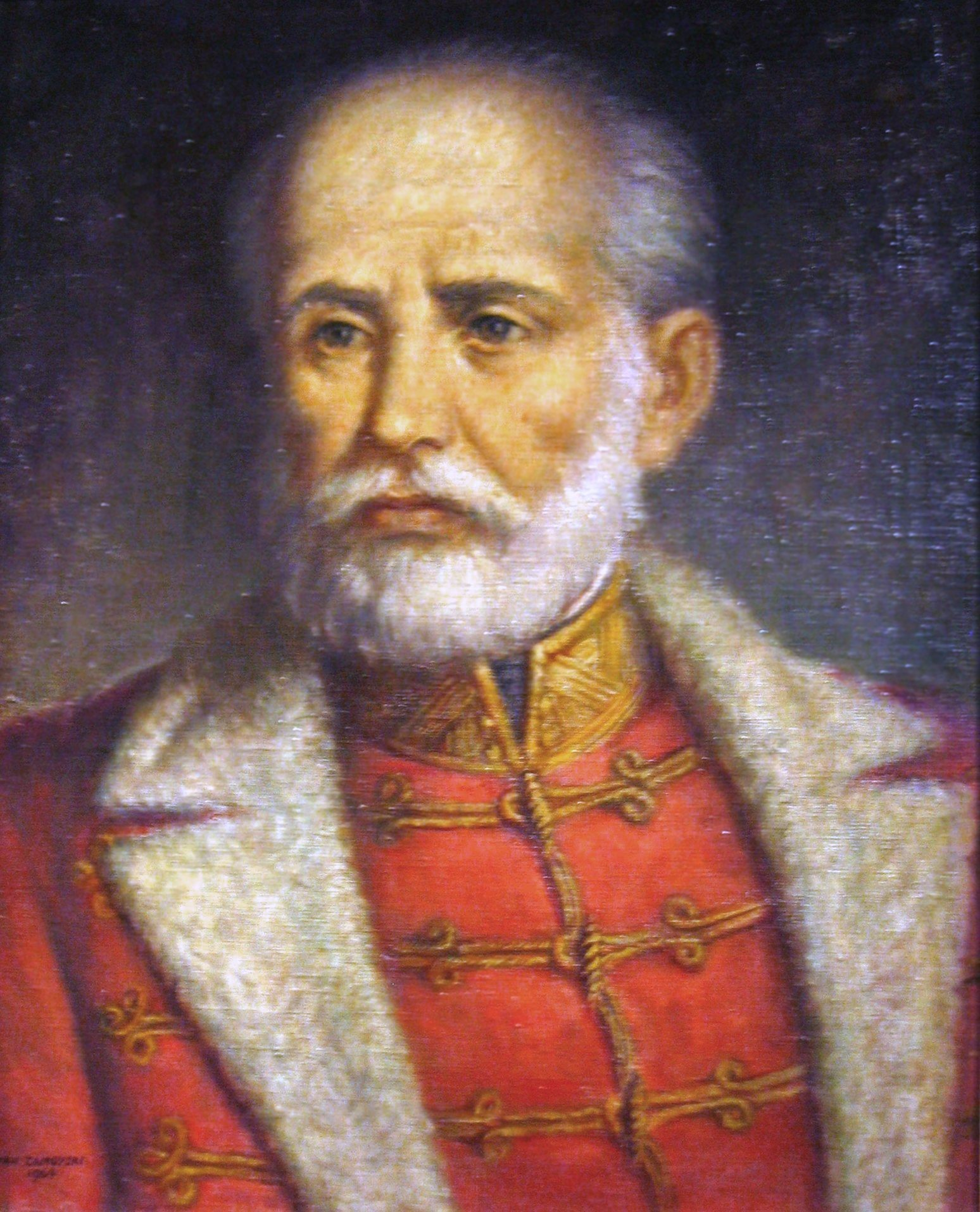
ユゼフ・ベム

ユゼフ・ザハリアシュ・ベム（ポーランド語：Józef Zachariasz Bem、1794年3月14日 - 1850年12月10日）は、ポーランドの将軍。ポーランドおよびハンガリーの国民的英雄で、両国のナショナリズムと他国のヨーロッパ・ナショナリズムを団結させた人物として知られる。ハンガリー名はベム・ヨージェフ（ハンガリー語：Bem József）。
ベムはタデウシュ・コシチュシュコ（アメリカ独立戦争に参加）やヤン・ヘンリク・ドンブロフスキ（ナポレオン・ボナパルトのイタリア遠征、ロシア遠征に参加）と同様、ポーランドの未来のためにポーランド国外で戦いを続けた。彼は軍事指揮者として様々な地域で活躍し、その軍事的才能は多くの人々に必要とされた。

## 生涯
ベムはガリツィアのタルヌフに生まれた。ガリツィアは1772年の第1次ポーランド分割の結果、ハプスブルク帝国に併合された。ナポレオンが占領した地域に狭小なワルシャワ公国が建国されると、ベムは両親とともにクラクフへ移住し、同市の士官学校を卒業すると（彼は数学に秀でていたことで有名だった）、15歳で公国軍の士官となった。ベムはポーランド砲兵連隊所属の陸軍少尉となり、後にフランス軍に仕えて陸軍中尉に昇進した。1812年のロシア遠征にも参加し、1813年1月から11月まで続いたダンツィヒの防衛戦で大きな戦功を立て、レジョン・ドヌール勲章を授けられた。
1815年のウィーン会議の後、ワルシャワ公国はロシア帝国の従属地域であるポーランド会議王国にとって代わられた。ベムは陸軍大学校の教官になった。ベムは新型のロケット状ミサイル弾に関する研究を行い、たくさんのイラストのついた調査書を出版している。
ベムはポーランドを完全独立させるための陰謀に参加したが、愛国的な地下組織の一員であることが発覚すると、降格処分を受けて1822年には禁錮1年を言い渡された。陪審による有罪判決は停止されたものの、ベムは職を辞して故郷ガリツィアに帰った。ベムはガリツィアで蒸気エンジンとその応用について研究をし、またその調査結果を出版している。ベムは1830年までレンベルク（現在のリヴィウ）とブロディに居を構え、蒸気エンジンに関する学術論文の執筆を構想していた。

### 11月蜂起
1830年11月29日、ポーランド独立戦争である11月蜂起が始まると、ベムは直ちにポーランドの反乱軍に参加した。ベムはワルシャワに到着してすぐ少佐に任命されて第4軽騎砲兵中隊の指揮官となり、イガニェの戦いとオストロウェンカの戦いで同中隊を率いて戦った。オストロウェンカでは、ベムの中隊はロシアの敵軍に対して勇敢な突撃を行った。ポーランド軍はこの戦闘で深刻な敗北を喫して6000人の犠牲を出したが、ベムの中隊の活躍のおかげで全軍壊滅は避けることが出来た。戦場での勇猛さを高く評価され、ベムはヴィルトゥティ・ミリターリ勲章を授けられて准将に昇進した。彼は蜂起の最後まで断固として降伏に反対し、イヴァン・パスケヴィチの攻略を受けるワルシャワを必死に防衛した。しかし、1831年10月5日にポーランド軍は降伏を選び、マチェイ・ルィビンスキ将軍の指揮でロシア・プロイセン国境を通過した（大亡命）。
ベムはプロイセンからパリに亡命し、数学教師をしながら生計を立てた。ベムはフランスで11月蜂起に関する書物を出版し、同書の中で1831年の反乱を反省・評価したのみならず、ポーランド独立達成のための闘争を続けるうえでの計画を提示しようとした。
1833年、ベムはポルトガルに赴いて自由主義者ドン・ペドロの反動主義者ドン・ミゲルに対する戦争を支援した。しかしポーランド独立に資することがないと気付くと、支援するのを止めた。ポルトガルでは、ロシアの諜報員によるベム暗殺計画が練られていた。

### 1848年革命
オーストリア革命の勃発とともに、ベムにはさらなる活躍の場が与えられた。ベムの最初の行動はヴィンディシュ＝グレーツ将軍率いる皇帝軍からウィーンを奪取することだった。これに失敗して降伏した後、ベムはプレスブルクに急行してコッシュート・ラヨシュに協力を申し出た、と自分の著書『ポーランドの大義への背信と貴族の性向』の中での回想で主張している。この著書はポーランド亡命者内のより急進的な派閥からは何度も批判を受けていた。ベムは1848年にトランシルヴァニアの防衛線で戦功を立て、セーケイ人の軍勢を率いる将軍となった1849年の2月9日には、ピシュカの橋上で少数の軍勢を率いて、追跡してきた敵の大軍を追い払うのに成功した。
トランシルヴァニアの奪回に成功したあと、ベムはオーストリアのアントン・フォン・プフナー将軍をバナト地方から追い出す任務についた。ベムはプフナーを1849年5月16日にオルショヴァで破ったが、ロシアがトランシルヴァニアに侵攻してきたため呼び戻された。結局7月31日、ベムの軍勢は圧倒的なロシア軍の前にシェゲシュヴァールの戦い（現在のシギショアラ近郊）で全滅し、ベムは死んだふりをして何とか助かった。それでもベムは8月6日にシュラ・マーレで戦功を立て、テメシュヴァールの戦い（現在のティミショアラ近郊）で苦境にあった同国人ヘンリク・デンビンスキ将軍を支援し、自派の主力軍の一部を助けることが出来た。ベムは8月9日にトランシルヴァニアで展開された最後の戦いで指揮官を務めたが、この際に重傷を負った。
反乱軍の崩壊と同時にベムはオスマン帝国に亡命し、アレッポの総督職に就任するため名目上イスラームに改宗、ムラト（Murad）またはユースフ・パシャ（Yusuf Paşa）と名乗った。ベムは1850年11月に起きたムスリム住民によるキリスト教徒住民に対する残虐な迫害を抑制することに成功し、この暴動が起きた1ヶ月後、いかなる治療も断って死んだ。

## 影響

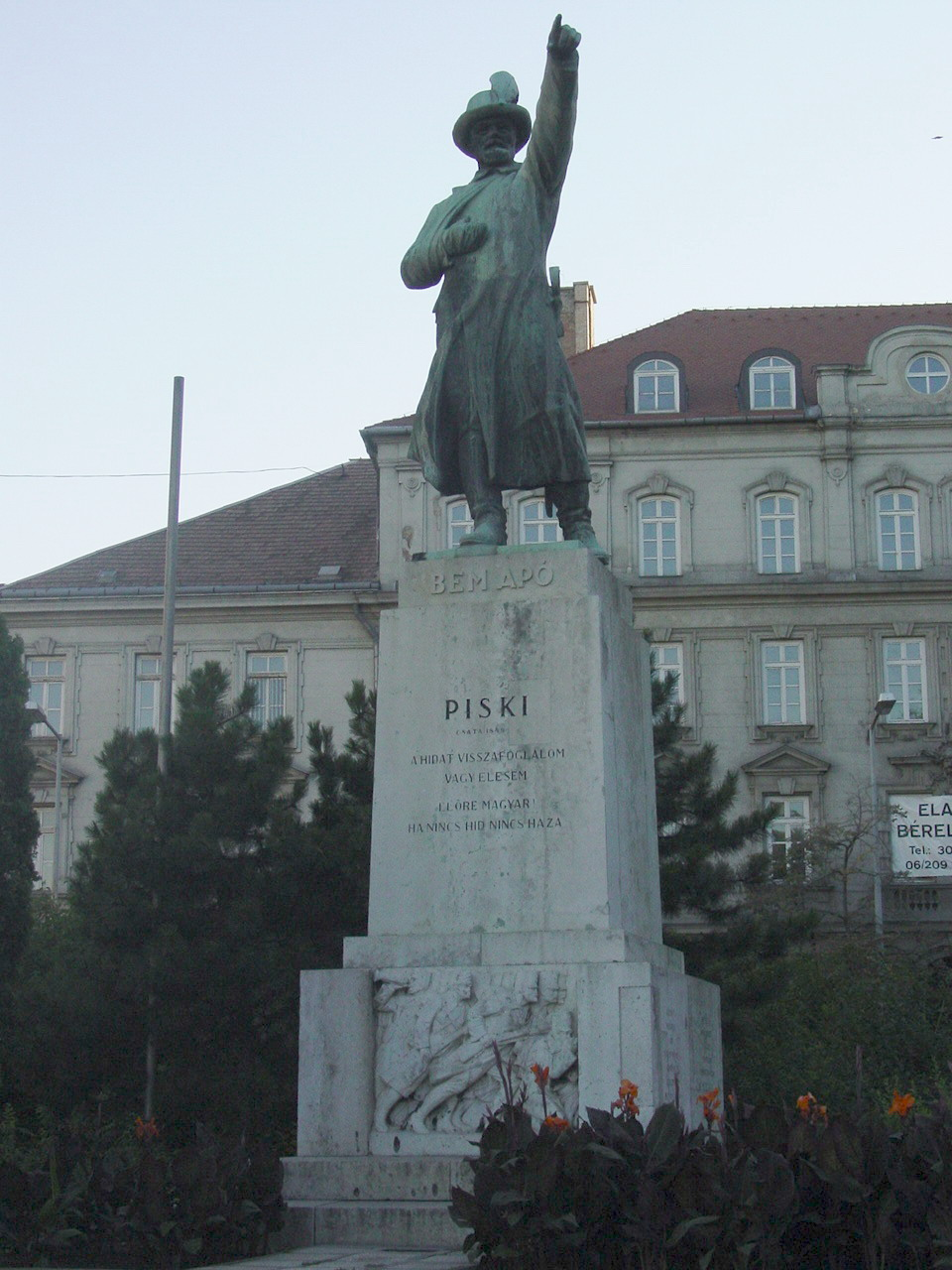
ベム将軍像（ブダペスト）。台座に刻まれた"Bem apó"は、兵士からの呼び名「ベムの親父」を意味する。

ベムはその小柄な身長とは対照的に、勇猛さと英雄的な気質の持ち主として尊敬されている。彼はきわめて人好きのする性格だったといわれる。セーケイ人の部下たちは彼の話す言葉を理解できなかったにもかかわらず、ベムを迷信的なまでの崇拝対象と見なしていた。軍人としては、ベムは砲兵隊の指揮と進軍の速さの面で際立った才能を発揮した。
トゥルグ・ムレシュにはベムを顕彰する像が設置されているが、ベムの名前を不朽のものにしているのは、7月31日のシェゲシュヴァールの戦いでベムが決定的な敗北を喫した時のことを描いたハンガリーの国民詩人ペテーフィ・シャーンドルの叙事詩である。
ベムの遺骸は1929年にポーランドに返還され、生地タルヌフの霊廟に収められた。
1956年ハンガリー革命は1956年10月23日、ハンガリーの首都ブダペストにおかれたベム像の足元で起きた抗議運動がきっかけになった。